# Luis Moreno-Ocampo
Luis Moreno-Ocampo, född 4 juni 1952 i Buenos Aires, är en argentinsk jurist och åklagare. Han var tidigare chefsåklagare vid Internationella brottmålsdomstolen.

## Biografi
Luis Moreno-Ocampo avlade juridisk examen 1978 vid universitetet i Buenos Aires. Han har varit biträdande åklagare i Argentinas kommission om försvunna personer och under åren 1984–1985 även i rättegång mot nio medlemmar i juntan, bland dem tre före detta statsöverhuvuden. Rättegången resulterade i fem fällande domar. Han har sedan varit åklagare i flera rättegångar mot högt uppsatta militärer i Argentina. Sedan han lämnat åklagarmyndigheten öppnade han 1992 en advokatbyrå som specialiserade sig på korruption, kriminalrätt och de mänskliga rättigheterna. Han har också undervisat i kriminalrätt vid universitetet i Buenos Aires och vid Stanford University och Harvard Law school.
Moreno-Ocampo utsågs 2003 som Internationella brottmålsdomstolens chefsåklagare, den första i ordningen, med Fatou Bensouda och Serge Brammertz som biträdande åklagare.